# Niko Meyer
Niko Meyer (* 17. September 1997 in Hamm) ist ein deutscher Volleyball- und Beachvolleyballspieler.

## Sportliche Karriere Halle
Meyer spielte in seiner Jugend zunächst Handball, bevor er mit 14 Jahren beim SSV Hamm mit Hallenvolleyball begann. Nach seinem Abitur wechselte er zum VV Humann Essen, wo er zunächst im Oberligateam spielte. Nach und nach kam der Außenangreifer auch im Essener Zweitligateam zum Einsatz und wurde hier nach zwei, drei Jahren fester Bestandteil.

## Sportliche Karriere Beach
Meyer spielt seit 2014 auf nationaler Ebene auch Beachvolleyball, bis 2016 mit verschiedenen Partnern. 2017 bildete er ein festes Team mit Moritz Klein. 2018 und 2019 war Jan Romund sein Standardpartner. Mit Jonas Kaminski nahm Meyer an der Comdirect Beach Tour 2020 teil. 2021 startete er mit Moritz Klein bei der German Beach Trophy. Die beiden ersetzten in der zweiten Woche der ersten Veranstaltung in Düsseldorf das verletzte Duo Sievers/Stadie. Bei der Deutschen Meisterschaft 2021 in Timmendorfer Strand belegten Kaminski/Meyer Platz 13.